# Mpinga Kasenda
Mpinga Kasenda (* 20. August 1937 in Tsilomba; † 7. Mai 1994) war ein kongolesischer Politiker und von 1977 bis 1979 Ministerpräsident von Zaïre.

## Politische Laufbahn
Kasenda studierte Rechtswissenschaft und wurde Professor.
Er war führendes Mitglied der Einheitspartei Mouvement Populaire de la Révolution (MPR) und galt als treuer Gefolgsmann des langjährig autoritär regierenden Präsidenten Mobutu Sese Seko. Am 6. Juli 1977 wurde er an von diesem zum Ministerpräsidenten berufen. Zuvor hatte Mobutu seit 1966 auf einen Premierminister verzichtet und die Regierung selbst geführt. Am 7. Dezember 1977 trat er zurück, wurde aber sechs Tage später vom Präsidenten im Amt bestätigt. Seine Amtszeit endete am 6. März 1979.
Von 1993 bis zu seinem Tod bei einem Flugzeugabsturz war er Außenminister.

## Ehrungen
- 1984: Großkreuz des Ordens des Infanten Dom Henrique

## Veröffentlichung
- L'administration publique au zaïre (1973)